# Pattinaggio di figura ai I Giochi olimpici giovanili invernali - Singolo maschile
La gara del singolo ragazzi di pattinaggio di figura ai I Giochi olimpici giovanili invernali di Innsbruck 2012 si è tenuta alla Olympiahalle il 14 e il 16 gennaio. Hanno preso parte a questa gara 16 atleti in rappresentanza di 15 nazioni.

## Risultati
| Pos.    | Nome                       | Nazione       | Totale | PC    | PL     |
| ------- | -------------------------- | ------------- | ------ | ----- | ------ |
| Oro     | Yan Han                    | Cina          | 192,45 | 59,65 | 132,80 |
| Argento | Shōma Uno                  | Giappone      | 167,15 | 51,52 | 115,63 |
| Bronzo  | Feodosij Efremenkov        | Russia        | 163,46 | 54,70 | 108,76 |
| 4       | Lee Jun-Hyung              | Corea del Sud | 160,99 | 50,93 | 110,06 |
| 5       | Niko Ulanovski             | Germania      | 158,47 | 54,03 | 104,44 |
| 6       | Shu Nakamura               | Giappone      | 154,22 | 42,34 | 111,88 |
| 7       | Michael Christian Martinez | Filippine     | 151,60 | 54,35 | 97,25  |
| 8       | Timofei Novaikin           | Francia       | 147,23 | 52,47 | 94,76  |
| 9       | Jaroslav Paniot            | Ucraina       | 132,55 | 36,04 | 96,51  |
| 10      | Nicola Todeschini          | Svizzera      | 128,98 | 44,02 | 84,96  |
| 11      | Tino Olenius               | Finlandia     | 127,12 | 46,03 | 81,09  |
| 12      | Carlo Vittorio Palermo     | Italia        | 125,55 | 39,29 | 86,26  |
| 13      | John-Olof Hallman          | Svezia        | 120,12 | 40,50 | 79,62  |
| 14      | Aleksandr Ljan             | Kazakistan    | 95,87  | 35,97 | 59,90  |
| 15      | Manuel Drechsler           | Austria       | 85,08  | 28,62 | 56,46  |
| 16      | Timothée Manand            | Belgio        | 82,36  | 25,06 | 57,30  |